# Astragalus supraglaber
Astragalus supraglaber är en ärtväxtart som beskrevs av Siro Kitamura. Astragalus supraglaber ingår i släktet vedlar, och familjen ärtväxter. Inga underarter finns listade i Catalogue of Life.